# Servicios de Salud Mental para Niños y Adolescentes (Reino Unido)
Servicios de Salud Mental para Niños y Adolescentes (CAMHS) es el nombre de los servicios proporcionados por el NHS en el Reino Unido para niños, generalmente hasta la edad de terminar la escuela, que tienen dificultades con su bienestar emocional o se considera que tienen problemas persistentes de comportamiento. Los CAMHS se organizan localmente y los servicios exactos proporcionados pueden variar, a menudo según el área del gobierno local.

## Historia
En Europa y los Estados Unidos, la salud mental centrada en el niño no se convirtió en una especialidad médica hasta después de la Primera Guerra Mundial. En el Reino Unido, el tratamiento de la salud mental de niños y jóvenes fue durante décadas el cometido del Movimiento de Orientación Infantil que comenzó a funcionar cada vez más después de la Segunda Guerra Mundial. con las autoridades educativas locales y, a menudo, influenciados por las ideas psicoanalíticas. La provisión en los hospitales del NHS fue fragmentaria en todo el país y desconectada del sistema de justicia juvenil. Sin embargo, la oposición al Psicoanálisis con su trabajo pionero de investigación sobre la infancia y la adolescencia, que fue mal entendido por los defensores del modelo médico, hizo que el servicio fuera abandonado en favor de la medicina basada en la evidencia y la educación basada en la evidencia. Esto condujo al eclipse del enfoque multidisciplinario de orientación infantil en la década de 1990 y una toma de control formal motivada por políticas públicas por parte del NHS.
El desarrollo de CAMHS dentro de un marco de cuatro niveles comenzó en 1995. En 1998, se iniciaron 24 proyectos de Innovación de CAMHS, y la Ley de Delitos y Desórdenes estableció equipos de delincuentes juveniles relacionados. En 2000, el Programa de Implementación del Plan NHS requirió que las autoridades locales y de salud produjeran conjuntamente un planeamiento CAMHS local. 
En noviembre de 2008 se publicó la Revista CAMHS The Independent.  
Aproximadamente desde 2013 en adelante, se expresaron preocupaciones importantes sobre las reducciones en CAMHS y el aparente aumento de la demanda, y en 2014 el Comité Selecto de Salud parlamentario investigó e informó sobre la provisión. En 2015, el gobierno publicó una revisión y prometió un aumento de la financiación de unos 250 millones de libras esterlinas al año. Sin embargo, los fondos no estaban protegidos y, a partir de 2016, solo aproximadamente la mitad de los grupos de puesta en marcha clínica de Inglaterra habían aumentado la financiación local de CAMHS. La financiación de CAMHS sigue siendo un tema popular para los anuncios políticos de financiación y el objetivo actual es aumentar la financiación hasta el nivel en que el 35 % de los jóvenes con un trastorno puedan recibir un servicio especializado. También se defienden diferentes modelos de organización de servicios como parte de esta transformación. 
En Escocia, entre 2007 y 2016 se duplicó el número de psicólogos de CAMHS, lo que refleja una mayor demanda del servicio. Sin embargo, en septiembre de 2020, el 53,5 % de los pacientes de CAMHS en Escocia habían esperado una cita más allá del objetivo de 18 semanas, y en Glasgow el tiempo de espera promedio fue de 26 semanas.
NHS England encargó 131 nuevas camas CAMHS en 2018, lo que aumentó la base de 1440 camas existente en más del 10%. 56 estarán en Londres, 12 en el Bodmin Hospital y 22 en el St Mary's Hospital de Leeds.

## Marco de servicio
En el Reino Unido, los CAMHS están organizados en torno a un sistema de cuatro niveles:
Nivel 1
asesoramiento general y tratamiento para problemas menos graves por parte de especialistas en salud no mental que trabajan en servicios generales, como médicos de cabecera, enfermeras escolares, trabajadores sociales y agencias voluntarias.
Nivel 2
por lo general, especialistas de CAMHS que trabajan en atención primaria y comunitaria, como trabajadores de salud mental y consejeros que trabajan en clínicas, escuelas y servicios para jóvenes.
Nivel 3
por lo general, un equipo o servicio multidisciplinario que trabaja en una clínica comunitaria de salud mental que brinda un servicio especializado para trastornos más graves, con miembros del equipo que incluyen psiquiatras, trabajadores sociales, analistas de comportamiento certificados por la junta, psicólogos clínicos, psicoterapeutas y otros terapeutas
Nivel 4
servicios de alta especialización para niños y jóvenes con problemas graves, como unidades de día, equipos ambulatorios especializados y unidades de hospitalización.

### Especialista CAMHS - Niveles 3 y 4
Por lo general, los pacientes no pueden autorremitirse a los servicios de Nivel 3 o 4, que a veces se denominan CAMHS especializados . Las referencias pueden ser realizadas por una amplia gama de agencias y profesionales, incluidos los médicos de cabecera y las enfermeras escolares.
El objetivo es tener un equipo dirigido por un psiquiatra consultor, aunque existen otros modelos y hay evidencia limitada de qué sistema funciona mejor. Se sugiere que debería haber un psiquiatra consultor para una población total de 75.000, aunque en la mayor parte del Reino Unido no se cumple este estándar.[cita requerida]
El servicio de Nivel 4 incluye atención hospitalaria, con alrededor de 1450 camas de hospital provistas en Inglaterra para adolescentes de 13 a 18 años. Las condiciones típicas que en algún momento requieren atención hospitalaria incluyen depresión, psicosis, trastornos alimentarios y trastornos de ansiedad severos.
- Terapia artística
- psiquiatría infantil
- Psicología clínica
- Terapia de teatro
- Psicología Educacional
- Terapia familiar
- Terapia musical
- Terapia ocupacional
- Terapia de juego
- enfermería psiquiátrica
- Interfaz de trabajador social
- Terapia del lenguaje
- psicoterapia infantil
- CAMHS forense, que trabaja con delincuentes juveniles o con riesgo de delinquir

A partir de diciembre de 2016, algunos jóvenes ingleses con trastornos alimentarios fueron enviados a cientos de millas de distancia a Escocia porque los servicios que necesitaban no estaban disponibles localmente. A pesar de la buena atención en Escocia, se decía que estar lejos de amigos y familiares comprometía su recuperación. En respuesta, el gobierno adoptó una política de poner fin a dichos arreglos para 2021 y asignó £ 150 millones acumulados para mejorar la disponibilidad local de atención. Existe la preocupación de que no se está haciendo lo suficiente para apoyar a las personas en riesgo de quitarse la vida. 1039 niños y adolescentes en Inglaterra fueron admitidos en camas fuera de casa en 2017-18, muchos tuvieron que viajar más de 100 millas (160,9 km) desde casa. Muchos tenían problemas de salud mental complejos que frecuentemente implicaban un riesgo de autolesión o suicidio, como depresión severa, trastornos alimentarios, psicosis y trastornos de la personalidad. 
En 2017-18, al menos 539 niños evaluados que necesitaban atención de servicios de salud mental para niños y adolescentes de Nivel 3 esperaron más de un año para comenzar el tratamiento, según una encuesta de Health Service Journal que obtuvo informes de 33 de los 50 fideicomisos de salud mental.

## Funcionamiento
En diciembre de 2016, algunos jóvenes ingleses con trastornos alimentarios fueron enviados a Escocia a cientos de kilómetros de distancia porque los servicios que necesitaban no estaban disponibles localmente. A pesar de la buena atención en Escocia, se decía que estar lejos de amigos y familiares comprometía su recuperación. En respuesta, el gobierno adoptó una política de poner fin a dichos arreglos para 2021 y asignó £ 150 millones acumulados para mejorar la disponibilidad local de atención. Hay preocupaciones de que no se está haciendo lo suficiente para apoyar a las personas en riesgo de quitarse la vida. 1,039 niños y adolescentes en Inglaterra fueron admitidos en camas fuera de casa en 2017-18, muchos tuvieron que viajar más de 100 millas (160 kilómetros) desde casa. Muchos tenían problemas de salud mental complejos que frecuentemente implicaban un riesgo de autolesión o suicidio, como depresión severa, trastornos alimentarios, psicosis y trastornos de la personalidad.
En 2017-18, al menos 539 niños evaluados que necesitaban atención de servicios de salud mental para niños y adolescentes de Nivel 3 esperaron más de un año para comenzar el tratamiento, según una encuesta de Health Service Journal que obtuvo informes de 33 de los 50 fideicomisos de salud mental.